# Xã Lancaster, Quận Crawford, Arkansas
Xã Lancaster (tiếng Anh: Lancaster Township) là một xã thuộc quận Crawford, tiểu bang Arkansas, Hoa Kỳ. Năm 2010, dân số của xã này là 1.179 người.